# Hydroptila maoae
Hydroptila maoae är en nattsländeart som beskrevs av Gibon, Guenda och Coulibaly 1994. Hydroptila maoae ingår i släktet Hydroptila och familjen smånattsländor. Inga underarter finns listade i Catalogue of Life.